# 科西莫·平托
科西莫·平托（義大利語：Cosimo Pinto，1943年3月14日—），生于诺瓦拉，意大利男子拳击运动员。他曾代表意大利参加1964年夏季奥林匹克运动会拳击比赛，获得男子轻重量级金牌。